# Liste des UNESCO-Welterbes in Australien und Ozeanien
Auf dieser Seite sind nach Staaten geordnet die UNESCO-Welterbestätten in dem Doppelkontinent Australien und Ozeanien aufgelistet. Ausführlichere Darstellungen mit Kurzbeschreibung und Bildern der Welterbestätten finden sich in den verlinkten Übersichtsartikeln zum Welterbe der einzelnen Staaten.
- Die Zahl am Anfang jeder Zeile bezeichnet das Aufnahmejahr der Stätte in die Welterbeliste.
- Stätten des Weltkulturerbes sind mit „K“ markiert, Stätten des Weltnaturerbes mit „N“, gemischte Stätten mit „K/N“.
- Welterbestätten, die die UNESCO als besonders gefährdet eingestuft und auf der Liste des gefährdeten Welterbes („Rote Liste“) eingetragen hat, sind zusätzlich mit einem „G“ gekennzeichnet.

## Australien
- 1981 – Great Barrier Reef (N)
- 1981 – Kakadu-Nationalpark (K/N)
- 1981 – Willandra-Seenregion (K/N)
- 1982 – Tasmanische Wildnis (K/N)
- 1982 – Lord-Howe-Inselgruppe (N)

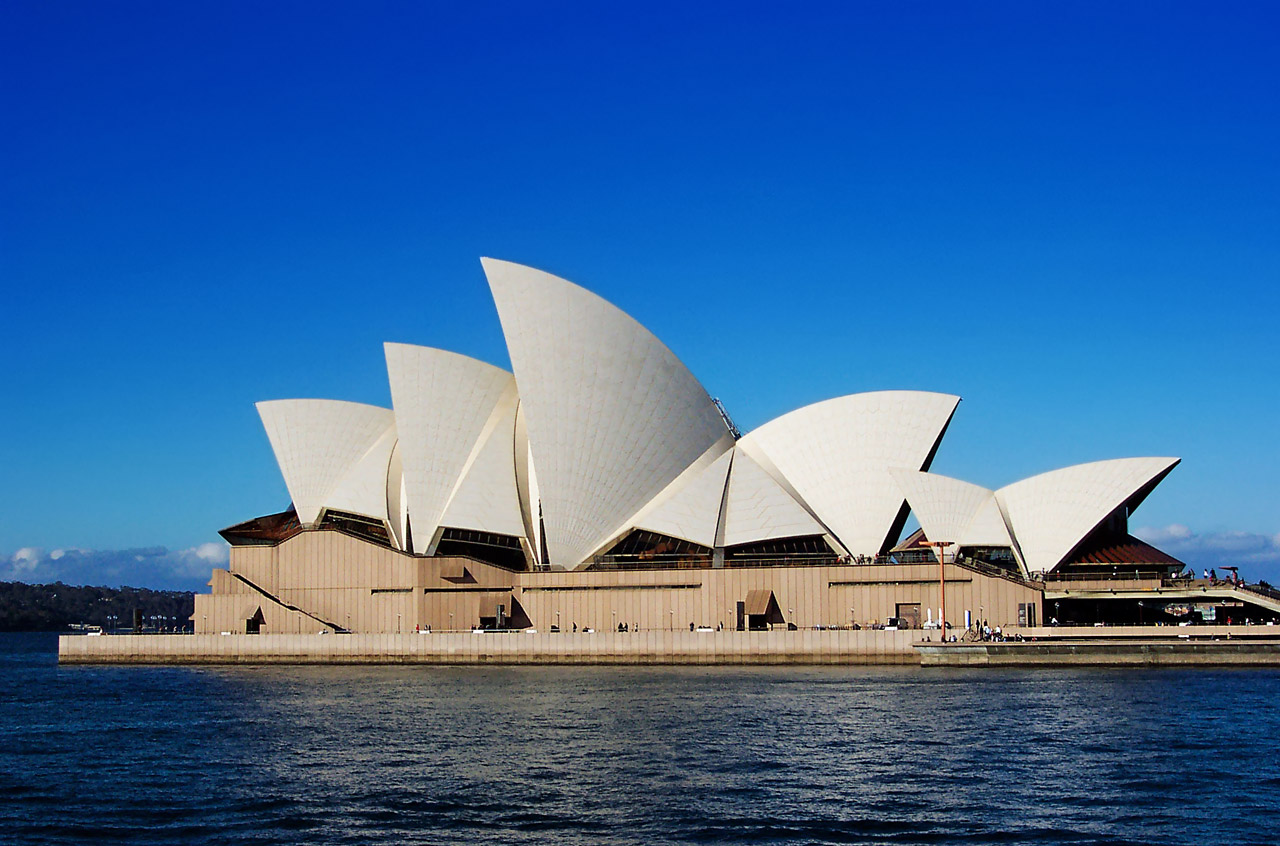
Oper von Sydney

- 1986 – Gondwana-Regenwälder Australiens (N)
- 1987 – Uluṟu-Kata-Tjuṯa-Nationalpark (K/N) mit dem Ayers Rock
- 1988 – Feuchte Tropen von Queensland (N)
- 1991 – Shark Bay (N)
- 1992 – K’gari (N)
- 1994 – Australische Fossilien-Stätten in Riversleigh und Naracoorte (N)
- 1997 – Heard und McDonaldinseln (N)
- 1997 – Macquarieinsel (N)
- 2000 – Blue Mountains (N)
- 2003 – Purnululu-Nationalpark (N)
- 2004 – Royal Exhibition Building und Carlton Gardens (K) in Melbourne
- 2007 – Oper von Sydney (K)
- 2010 – Australian Convict Sites (K)
- 2011 – Ningaloo Reef (N)
- 2019 – Kulturlandschaft Budj Bim (K)

## Chile

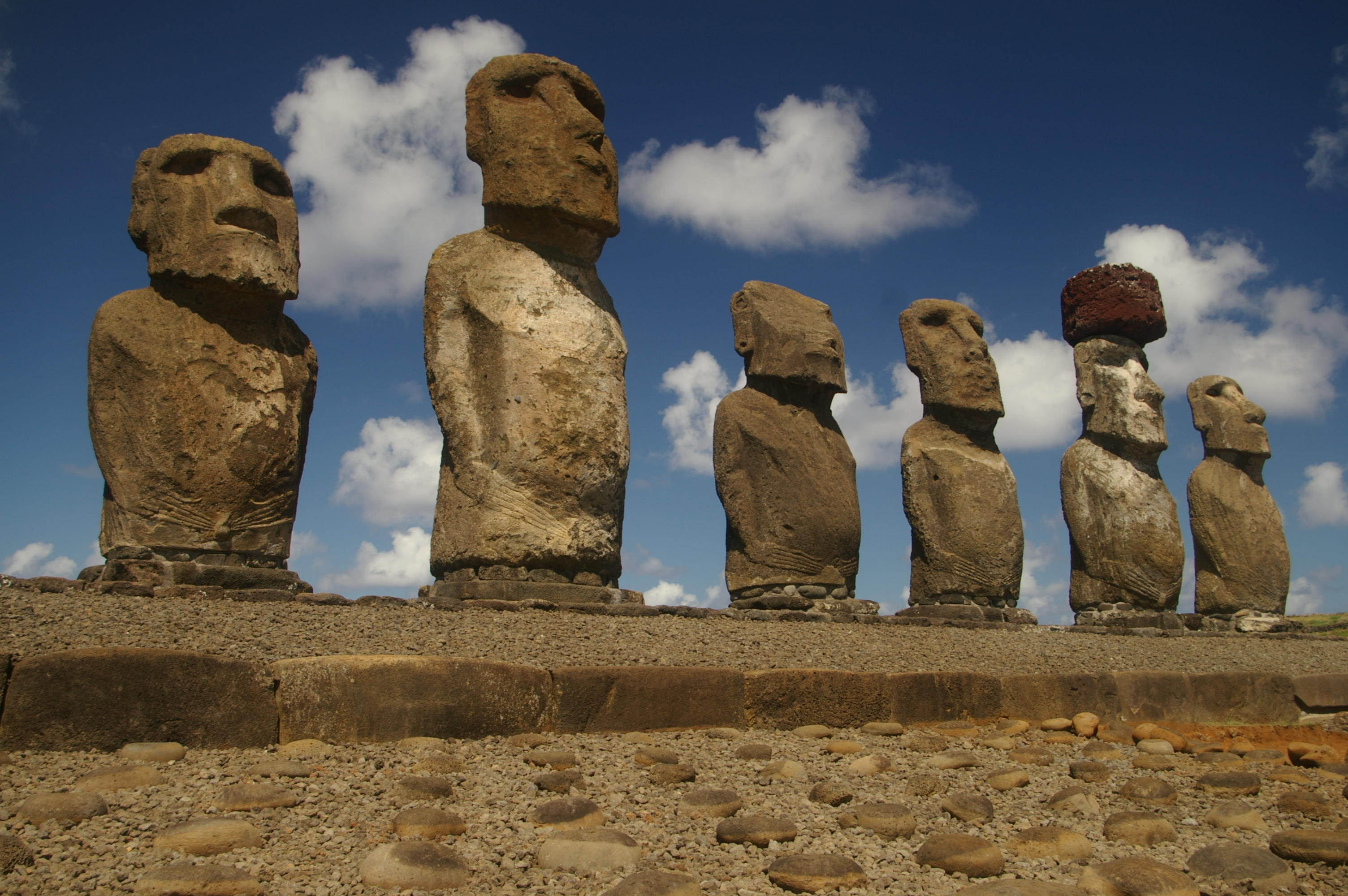
Nationalpark Rapa Nui

- 1995 – Nationalpark Rapa Nui (K) auf der Osterinsel

## Fidschi
- 2013 – Historische Hafenstadt Levuka (K)

## Frankreich

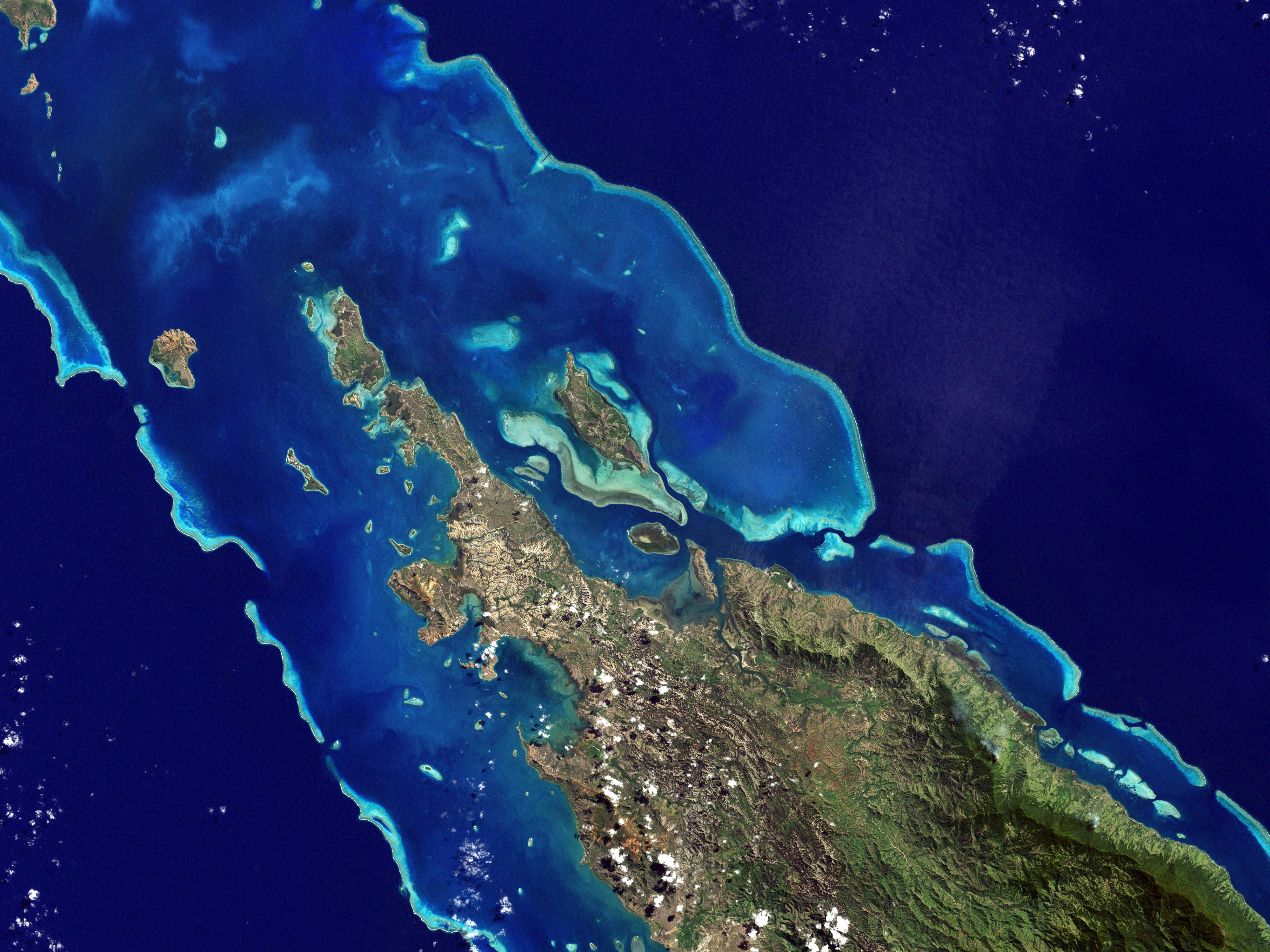
Neukaledonisches Barriereriff

- 2008 – Neukaledonisches Barriereriff (N) im französischen Überseegebiet Neukaledonien
- 2017 – Taputapuātea (K) in Französisch-Polynesien
- 2019 – Französische Südgebiete und -meere (N), wie: Crozetinseln, Kerguelen und Sankt Paul und Amsterdam

## Indonesien
- 1999 – Nationalpark Lorentz (N) in Westneuguinea

## Kiribati

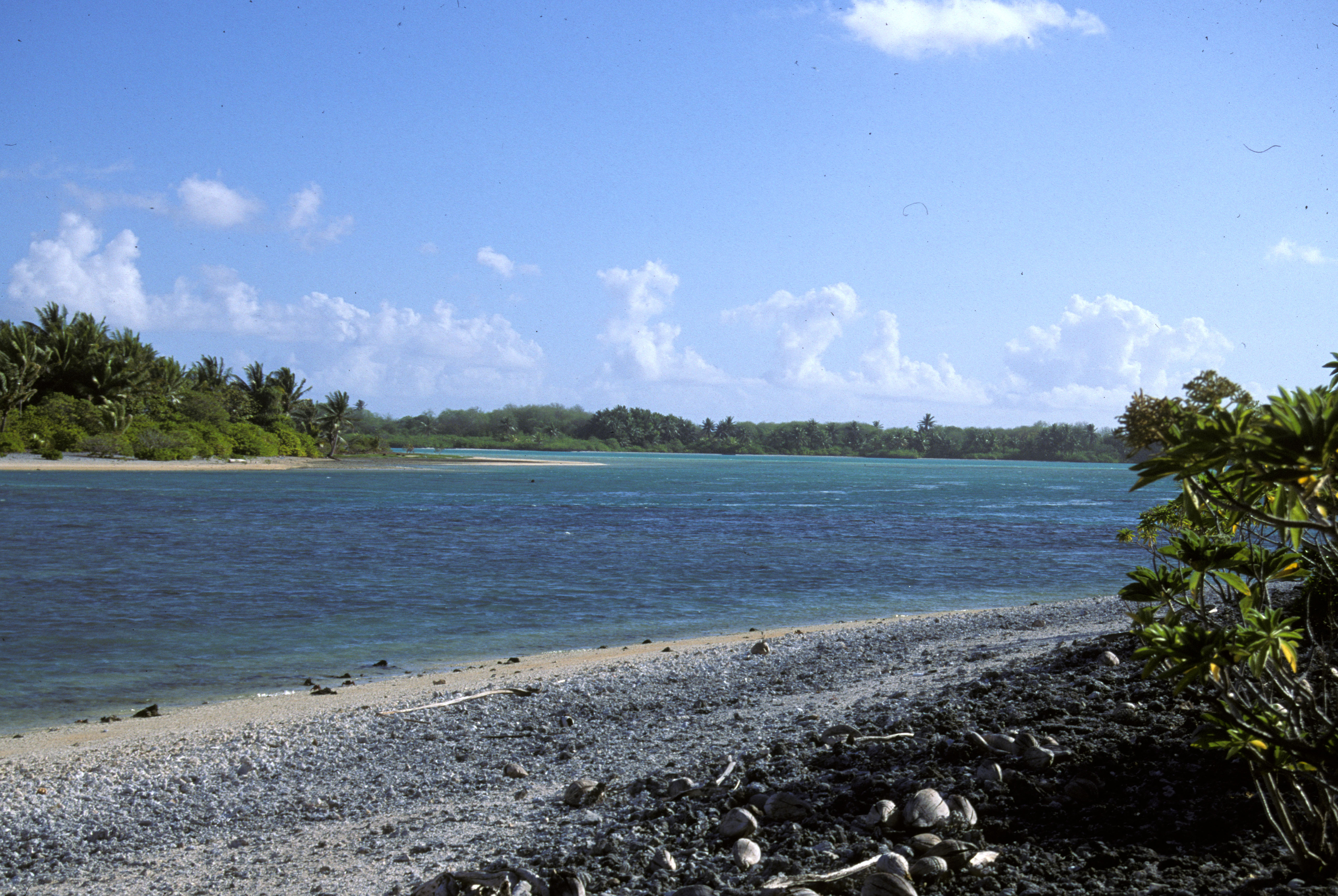
Phoenixinseln

- 2010 – Meeresschutzgebiet Phoenixinseln (N)

## Marshallinseln
- 2010 – Bikini-Atoll (K)

## Mikronesien
- 2016 – Nan Madol (K, G)

## Neuseeland

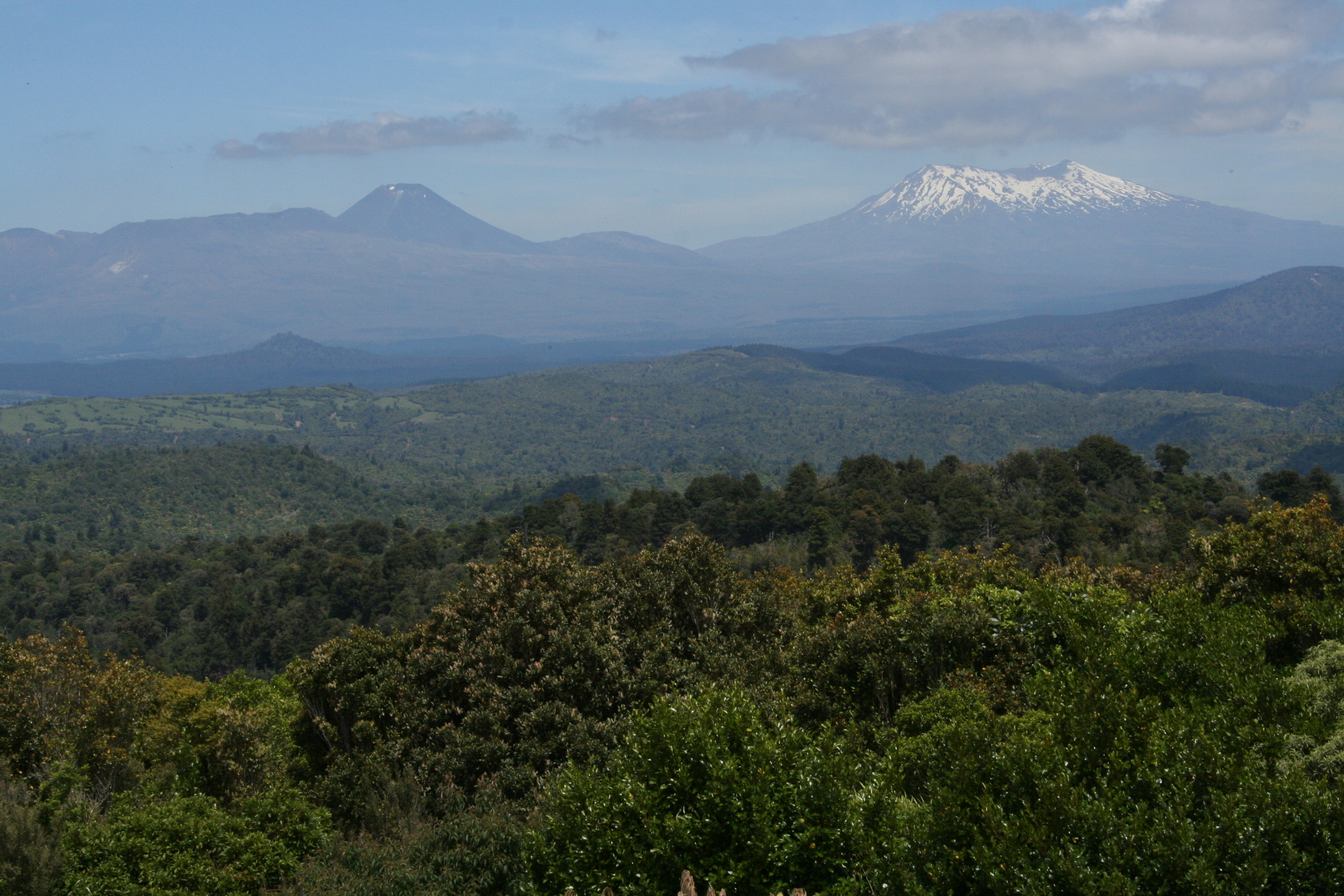
Tongariro-Nationalpark

- 1990 – Nationalpark Te Wahipounamu (N)
- 1990 – Tongariro-Nationalpark (K/N)
- 1998 – Subantarktische Inseln Neuseelands (N), wie: Antipode Islands, Auckland Islands, Bounty Islands, Snare Islands und Campbell Island

## Palau
- 2012 – Südliche Lagune der Chelbacheb-Inseln (N/K)

## Papua-Neuguinea
- 2008 – Historische Agrarlandschaft von Kuk (K)

## Salomonen
- 1998 – Korallenatoll East Rennell (N, G)

## Vanuatu

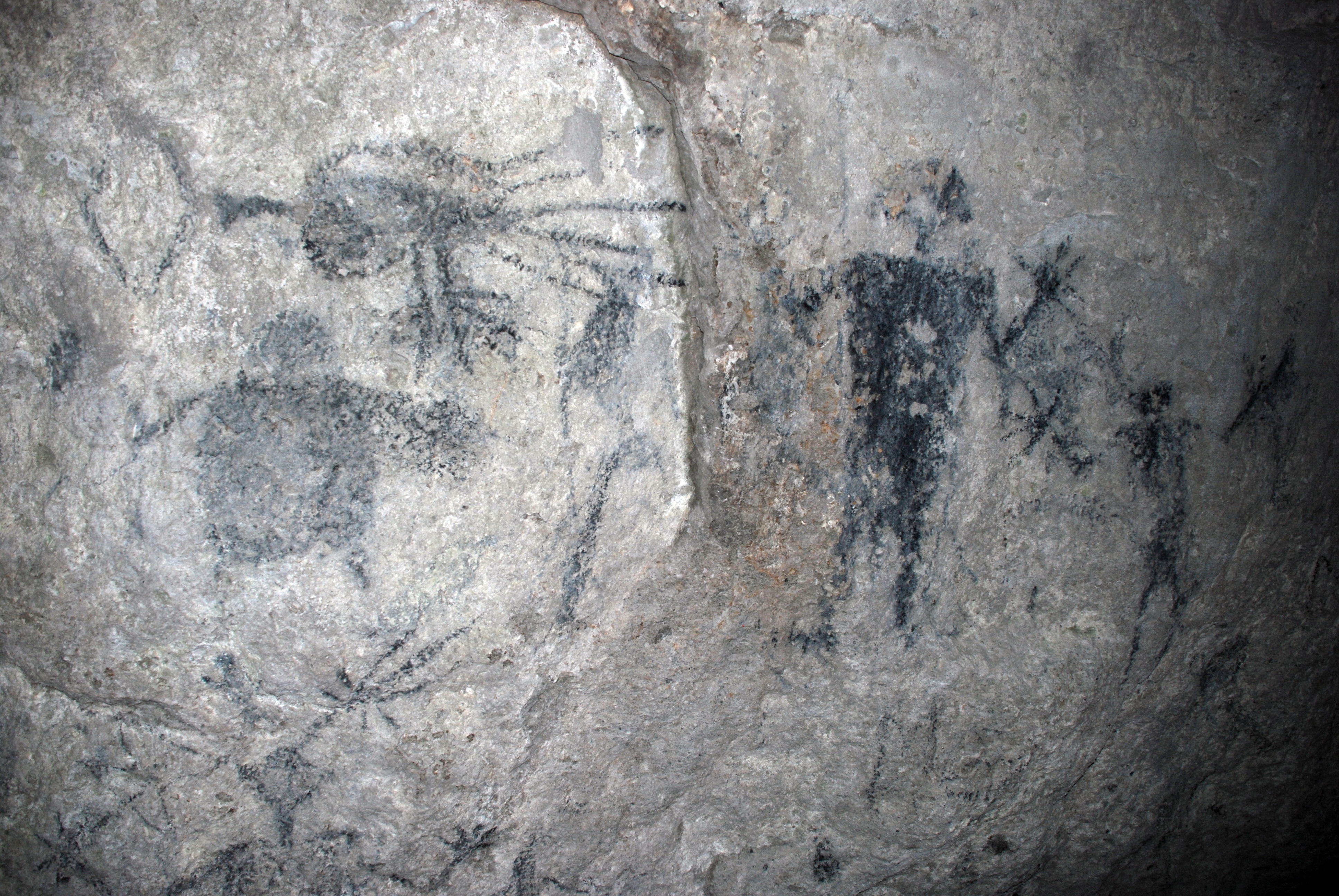
Felsmalereien in Chief Roi Mata’s Domain

- 2008 – Chief Roi Mata’s Domain (K)

## Vereinigte Staaten
(Bundesstaat Hawaii)
- 1987 – Hawaiʻi-Volcanoes-Nationalpark (N)
- 2010 – Papahānaumokuākea Marine National Monument (K/N)

## Vereinigtes Königreich
- 1988 – Insel Henderson (N) von den Pitcairninseln.